# Popasenský rajón
Popasenský rajón (ukrajinsky Попаснянський район) byl rajón v Luhanské oblasti na Ukrajině. Hlavním městem byla Popasna a rajón měl přibližně 40 tisíc obyvatel. 

## Sídla v rajónu
- Bilohorivka
- Čornuchyne
- Kalynove
- Komyšuvacha
- Malorjazanceve
- Myrna Dolyna
- Nyžne
- Novotoškivske
- Popasna
- Toškivka
- Vovčojarivka
- Vrubivka